# Streikbrecher
Streikbrecher werden Arbeitnehmer genannt, die entgegen gewerkschaftlichem Beschluss nicht an einem Streik teilnehmen. Es kommt vor, dass Unternehmer speziell Streikbrecher engagieren, um einen Streik ins Leere laufen zu lassen. Des Weiteren werden gelegentlich vom Arbeitgeber so genannte Streikbrecherprämien gezahlt. Es kommt vor, dass Unternehmer die Aufträge an ein anderes Unternehmen verkaufen.

## Allgemeines

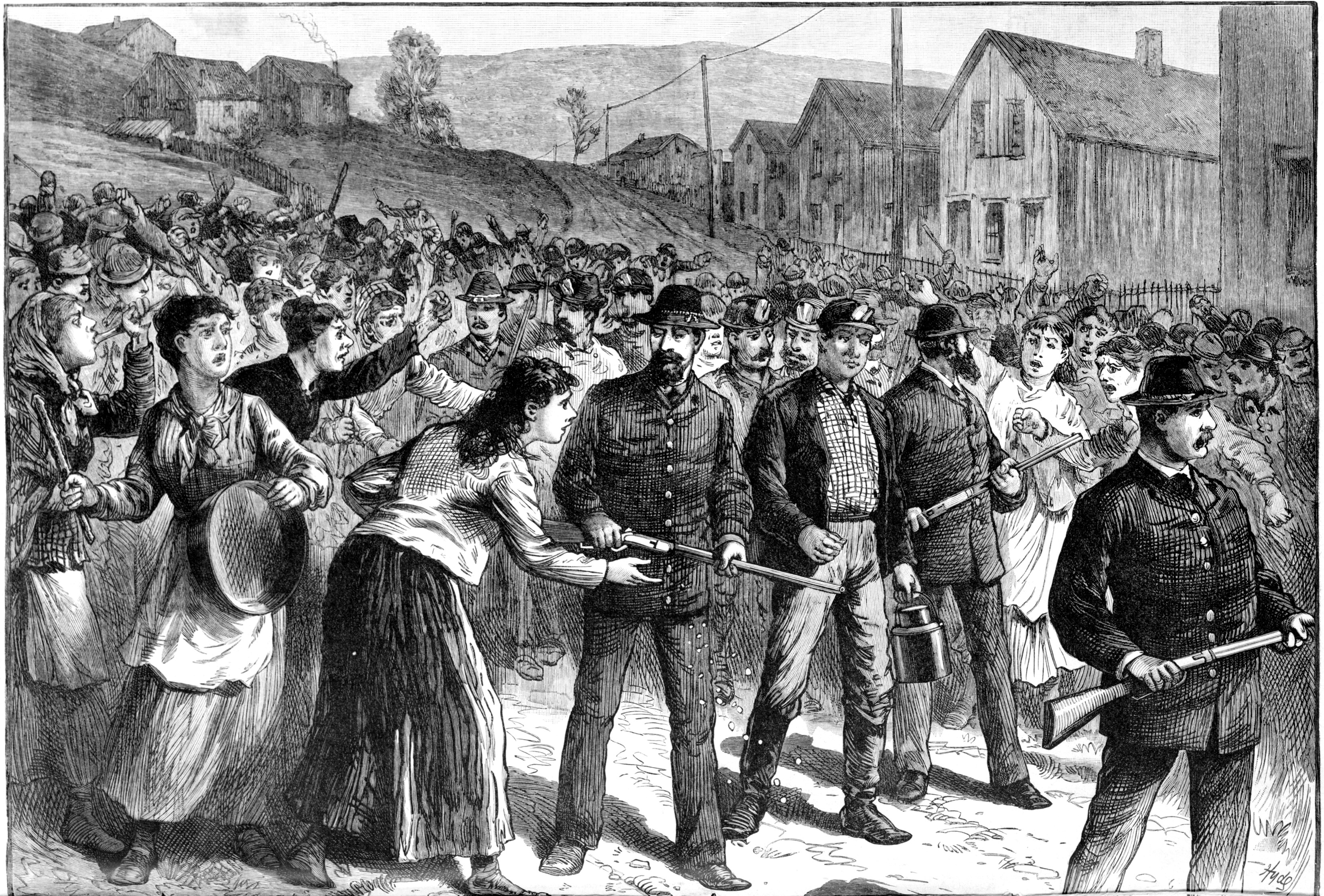
Pinkertons eskortieren Streikbrecher

Der Einsatz von Streikbrechern seitens der Unternehmerschaft als Mittel im Arbeitskampf war besonders in den Jahrzehnten um 1900 üblich. Nicht selten wurden dabei einheimische Arbeiter durch Arbeitskräfte aus benachbarten Staaten oder Vertreter von Minderheiten ersetzt, was zu sozialen Spannungen und Gewalttaten führte: So importierte man irische Streikbrecher nach England, polnische und italienische Streikbrecher nach Mitteleuropa. In den USA wurden schwarze Arbeitskräfte aus den Südstaaten in den industriellen Norden verbracht und als Streikbrecher sowie zur Senkung des Lohnniveaus eingesetzt. Dies führte immer wieder zu Rassenunruhen (Race riots), etwa in East St. Louis im Juli 1917. In den USA wurden Streikbrecher nicht selten von bewaffneten privaten Schutzmannschaften (Pinkertons) eskortiert und so vor dem Unmut der Streikenden und ihrer Angehörigen abgeschirmt.

## Aktuelle rechtliche Situation in Deutschland
Es darf kein Arbeitnehmer gezwungen werden, ein Streikbrecher im eigentlichen Sinne zu sein, d. h. er darf nicht dazu gezwungen werden, die Arbeit streikender Arbeitnehmer zu übernehmen. Auszubildende dürfen keine Streikbrecher sein. Beamte dürfen nach herrschender Meinung gemäß Art. 9 Abs. 3 GG nicht als Streikbrecher eingesetzt werden, allenfalls dürfen sie sog. Notdienste verrichten.
Leiharbeiter dürfen gemäß dem Arbeitnehmerüberlassungsgesetz nicht zum Streikbrechen verpflichtet werden. Sie haben deswegen das Recht, die Arbeit in einem bestreikten Betrieb zu verweigern. Seit 1. April 2017 dürfen Arbeitgeber keine Leiharbeiter – auch nicht mittelbar – als Ersatz für streikende Arbeitnehmer einsetzen (§ 11 Abs. 5 AÜG). Bei Verstößen droht ein hohes Bußgeld von bis zu 500.000 Euro. Diese Neuregelung verletze Arbeitgeber nicht in ihren Grundrechten, entschied das Bundesverfassungsgericht. Die Belastungen seien zwar gewichtig, aber gerechtfertigt, denn der Gesetzgeber verfolge Ziele von erheblichem Gewicht (Az. 1 BvR 842/17).
Die meisten Satzungen von Gewerkschaften in Deutschland verbieten ihren Mitgliedern Streikbruch, wenn die Gewerkschaft zum Streik aufruft. So sind Gewerkschaften auch berechtigt, Mitglieder, die dem Streikaufruf der Gewerkschaft nicht folgen, von der Mitgliedschaft auszuschließen.